# 16. додела Оскара
Шеснаеста додела Оскара одржана је 2. марта 1944. у част филмова из 1943. Ово је била прва церемонија доделе Оскара на великом јавном месту, Кинеском театру, и прва церемонија без банкета у оквиру свечаности.  Церемонија је локално преношена на КФВБ, а интернационално од стране ЦБС радија путем кратких таласа. Џек Бени је био домаћин догађаја који је трајао сат и 42 минута. Ово је била прва церемонија на којој је примљена шира јавност.
По први пут су победници за најбољег споредног глумца и најбољу споредну глумицу добили статуете у пуној величини, уместо мањих награда постављених на плакети. Ово је била последња година до 2009. која је имала 10 номинација за најбољи филм; Инцидент у Окс Боу је последњи филм који је номинован искључиво у тој категорији.
За ким звоно звони је био трећи филм који је номинован у све четири глумачке категорије. Ово је била прва година у којој је свака глумачка категорија имала најмање једног кандидата из филма у боји.
Серија цртаних филмова Том и Џери освојила је свог првог Оскара ове године за The Yankee Doodle Mouse; освојио би још шест Оскара, укључујући три заредом у наредне три године, од укупно 13 номинација.

## Добитници и номинације

### Награде
Номиновани су објављени 6. фебруара 1944. Победници су наведени први и означени подебљаним словима.
| Изузетан филм - Казабланка – Хал Б. Волис за Warner Bros.‡ - За ким звоно звони – Сем Вуд за Paramount - Небо може чекати – Ернст Лубич за 20th Century Fox - Људска комедија – Кларенс Браун за Metro-Goldwyn-Mayer - In Which We Serve – Ноел Кауард за Two Cities Films - Мадам Кири – Сидни Френклин за Metro-Goldwyn-Mayer - Што више то веселије – Џорџ Стивенс за Columbia - Инцидент у Окс Бову – Ламар Троти за 20th Century Fox - Бернадетина песма – Вилијам Перлберг за 20th Century Fox - Стража на Рајни – Хол Б. Волис за Warner Bros. | Најбоља режија - Мајкл Кертиз – Казабланка ‡ - Ернст Лубич – Небо може чекати - Клеренс Браун – Људска комедија - Џорџ Стивенс – Што више то веселије - Хенри Кинг – Бернадетина песма |
| Најбољи глумац - Пол Лукас – Стража на Рајни као Курт Милер‡ - Хамфри Богарт – Казабланка као Рик Блејн - Гари Купер – За ким звоно звони као Роберт Џордан - Волтер Пиџон – Мадам Кири као Пјер Кири - Мики Руни – Људска комедија као Хомер Маколеј | Најбоља глумица - Џенифер Џоунс – Бернадетина песма као Бернадет Субиру‡ - Џин Артур – Што више то веселије као Констанца Милиген - Ингрид Бергман – За ким звоно звони као Марија - Џоун Фонтејн – The Constant Nymph као Теса Сангер - Грир Гарсон – Мадам Кири као Марија Кири |
| Најбољи глумац у споредној улози - Чарлс Коберн – Што више то веселије као Бенџамин Дингл‡ - Чарлс Бикфорд – Бернадетина песма као Абе Доминик Пејрамале - Џ. Карол Наиш – Сахара као Ђузепе - Клод Рен – Казабланка као Капетан Луј Рено - Аким Тамиров – За ким звоно звони као Пабло | Најбоља глумица у споредној улози - Катина Паксину – За ким звоно звони као Пилар‡ - Гледис Купер – Бернадетина песма као Мари Тереза Вазу - Полет Годард – So Proudly We Hail! као поручник Џоан О' Дол - Ен Ревир – Бернадетина песма као Луиз Кастеро Субироу - Лусил Вотсон – Стража на Рајни као Фени Фарели |
| Оригинални сценарио - Принцеза О'Рурк – Норман Красна‡ - Air Force – Дадли Николс - In Which We Serve – Ноел Кауард - Звезда Северњача – Лилијан Хелман - Поздрављамо се са поносом! – Алан Скот | Адаптирани сценарио - Казабланка – Џулијус Џ. Епштајн, Филип Џ. Епштајн и Хауард Е. Кох, засновано на „Сви долазе код Рика“ Мареја Бернета и Џоан Алисон‡ - Свети брак – Нанели Џонсон, заснован на Живо закопан Арнолда Бенета - Што више то веселије – Ричард Флурној, Луис Р. Фостер, Франк Рос и Роберт Расел, према причи Франка Роса и Роберта Расела - Бернадетина песма – Џорџ Ситон, према роману Франца Верфела - Стража на Рајни – Дашил Хамет, према драми Лилијан Хелман |
| Најбоља прича - Људска комедија – Вилијам Саројан‡ - Акција у северном Атлантику – Гај Гилпатрик - Одредиште Токио – Стив Фишер - Што више то весеља – Роберт Расел и Френк Рос - Сенка сумње – Торнтон Вајлдер | Најбољи документарни филм - Пустињска победа – британско министарство информација‡ - Ватрено крштење - Војска Сједињених Држава - Битка за Русију – Одељење за специјалне службе Сједињених Држава - Извештај Алеута – сликовна служба војске Сједињених Држава - Извештај ратног министарства – Канцеларија за стратешке услуге Сједињених Држава, Биро за фотографије на терену |
| Најбољи кратки документарни филм - Децембар 7. – Џон Форд и америчка морнарица‡ - Деца Марса – RKO Radio - План за деструкцију – Metro-Goldwyn-Mayer - Швеђани у Америци – Канцеларија за ратне информације Сједињених Држава, Биро за прекоморске филмове - Народу Сједињених Америчких Држава – Волтер Вагнер - Сутра летимо – Биро за аеронаутику морнарице Сједињених Држава - Млади у кризи – Марш времена | Оскар за најбољи краткометражни играни филм (1 рил) - Amphibious Fighters – Грентланд Рајс‡ - Cavalcade of Dance – Гордон Хорингшед - Champions Carry On – Едмунд Рик - Hollywood in Uniform – Ралф Штроб - Seeing Hands – Пит Смит |
| Оскар за најбољи краткометражни играни филм (2 рила) - Heavenly Music – Џери Бреслер и Сем Козлоу‡ - Letter to a Hero – Фредрик Улман млађи - Mardi Gras – Волтер Меквин - Women at War – Гордон Холингшед | Оскар за најбољи краткометражни анимирани филм - The Yankee Doodle Mouse – Фред Квимби‡ - The 500 Hats of Bartholomew Cubbins – Џорџ Пал - The Dizzy Acrobat – Волтер Ланц - Greetings, Bait! – Леон Шесингер - Imagination – Дејв Флечер - Reason and Emotion – Волт Дизни |
| Оскар за најбољу оригиналну музику (драма или комедија) - Бернадетина песма – Алфред Њуман‡ - The Amazing Mrs. Holliday – Ханс Џ. Солтер и Франк Скинер - Казабланка – Макс Штајнер - Commandos Strike at Dawn – Луис Груенберг и Морис Столоф - The Fallen Sparrow – Ц. Бакалејников и Рој Веб - За ким звоно звони – Виктор Јанг - Hangmen Also Die! – Ханс Ајзлер - Hi Diddle Diddle – Филип Бутије - In Old Oklahoma – Волтер Шарф - Johnny Come Lately – Леј Харлејн - The Kansan – Жерар Карбонара - Lady of Burlesque – Артур Ланге - Мадам Кири – Херберт Стотхарт - The Moon and Sixpence – Димитри Тиомкин - Звезда Северњача – Арон Копланд - Victory Through Air Power – Едвард Пламб, Пол Џ. Смит и Оливер Волис | Оскар за најбољу оригиналну музику (мјузикл) - This Is the Army – Реј Хејндорф‡ - Coney Island – Алфред Њуман - Hit Parade of 1943 – Волтер Шарф - Phantom of the Opera – Едвард Ворд - Saludos Amigos – Едвард Х. Пламб, Пол Џ. Смит и Чарлс Волкот - The Sky's the Limit – Леј Харлејн - Something to Shout About – Морис Столоф - Stage Door Canteen – Фредрик Е. Рич - Star Spangled Rhythm – Роберт Емет Долан - Thousands Cheer – Херберт Стотхарт |
| Оскар за најбољу оригиналну песму - "You'll Never Know" из Здраво, Фриско, Здраво - "A Change of Heart" из Hit Parade of 1943 - "Happiness is a Thing Called Joe" из Cabin in the Sky - "My Shining Hour" из The Sky's the Limit - "Saludos Amigos" из Saludos Amigos - "Say a Pray'r for the Boys Over There" из Hers to Hold - "That Old Black Magic" из Star Spangled Rhythm - "They're Either Too Young or Too Old" из Thank Your Lucky Stars - "We Mustn't Say Goodbye" из Stage Door Canteen - "You'd Be So Nice to Come Home To" из Something to Shout About | Најбољи звук - Ова земља је моја – Стивен Дан‡ - Hangmen Also Die! – Џек Витни - In Old Oklahoma – Данијел Џ. Блумберг - Мадам Кири – Даглас Ширер - The North Star – Томас Т. Мултон - Phantom of the Opera – Бернард Б. Браун - Riding High – Лорен Р. Рајдер - Сахара – Џон П. Ливидери - Saludos Amigos – К. О. Слајфилд - So This Is Washington – Џ. Л. Филдс - Бернадетина песма – E. Х. Хансен - This Is the Army – Нејтан Левинсон |
| Оскар за продукцију (црно-бели) - Бернадетина песма – Art Direction: James Basevi and William S. Darling; Interior Decoration: Thomas Little‡ - Five Graves to Cairo – Art Direction: Hans Dreier and Ernst Fegté; Interior Decoration: Bertram Granger - Flight for Freedom – Art Direction: Albert S. D'Agostino and Carroll Clark; Interior Decoration: Darrell Silvera and Harley Miller - Мадам Кири – Art Direction: Cedric Gibbons and Paul Groesse; Interior Decoration: Edwin B. Willis and Hugh Hunt - Mission to Moscow – Art Direction: Carl Jules Weyl; Interior Decoration: George James Hopkins - The North Star – Art Direction: Perry Ferguson; Interior Decoration: Howard Bristol                          | Оскар за продукцију (колор) - Phantom of the Opera – Art Direction: Alexander Golitzen and John B. Goodman; Interior Decoration: Russell A. Gausman and Ira S. Webb‡ - За ким звоно звони – Art Direction: Hans Dreier and Haldane Douglas; Interior Decoration: Bertram Granger - The Gang's All Here – Art Direction: James Basevi and Joseph C. Wright; Interior Decoration: Thomas Little - This Is the Army – Art Direction: John Hughes and Lt. John Koenig; Interior Decoration: George James Hopkins - Thousands Cheer – Art Direction: Cedric Gibbons and Daniel B. Cathcart; Interior Decoration: Edwin B. Willis and Jacques Mersereau  |
| Оскар за најбољу фотографију (црно-бели) - Бернадетина песма – Артур К. Милер‡ - Air Force – Џејмс Вонг Хов, Елмер Диер и Чарлс А. Маршал - Казабланка – Артур Едисон - Корвета К-225 – Тони Гаудио - Пет гробова до Каира – Џон Ф. Стиц - Људска комедија – Хери Страндлинг - Мадам Кири – Џозеф Рутенберг - Звезда Северњача – Џејмс Вонг - Сахара – Рудолф Мате - Поздрављамо се са поносом! – Чарлс Ленг | Оскар за најбољу фотографију (у колору) - Фантом из опере – Хал Мор и В. Хауард Грин‡ - За ким звоно звони – Реј Ренехан - Небо може чекати – Едвард Кронџегер - Здраво, Фриско, здраво – Чарлс Џ. Кларк и Ален Дејви - Леси се враћа кући – Ленард Смит - Thousands Cheer – Џорџ Џ. Фолси |
| Оскар за најбољу монтажу - Air Force – Џорџ Ејми‡ - Казабланка – Овен Маркс - Пет гробова до Каира – Двејн Харисон - За ким звоно звони – Шерман Тод и Џон Ф. Линк Ср. - Бернадетина песма – Барбара Меклин | Оскар за најбоље визуелне ефекте - Crash Dive – Фотографски ефекти: Фред Серсен; Звучни ефекти: Роџер Хеман‡ - Air Force – Фотографски ефекти: Ханс Ф. Коенекамп и Рек Вимпи; Звучни ефекти: Нејтан Левинсон - Бомбардер – Фотографски ефекти: Вернон Л. Валкер; Звучни ефекти Џејмс Г. Стјуарт и Рој Гранвил - Звезда Северњача – Фотографски ефекти: Клеренс Слајфер и Реј Бинџер; Звучни ефекти: Томас Т. Мултон - Поздрављамо се са поносом! – Фотографски ефекти: Фарсиот Едуарт и Гордон Џенингс; Звучни ефекти: Џорџ Датон - Припремите се за акцију – Фотографски ефекти: А. Арнолд Гилеспи и Доналд Јахраус; Звучни ефекти: Мајкл Стејнор |

### Посебна награда
- Џорџу Палу за развој нових метода и техника у продукцији кратких тема познатих као лутке.

### Меморијална награда Ирвинг Г. Талберг
- Хал Б. Волис

## Више номинација и награда
| Номинације | Филм                     |
| ---------- | ------------------------ |
| 12         | Бернадетина песма        |
| 9          | За ким звоно звони       |
| 8          | Казабланка               |
| 7          | Мадам Кири               |
| 6          | Што више то веселије     |
| 6          | Звезда Северњача         |
| 5          | Људска комедија          |
| 4          | Air Force                |
| 4          | Phantom of the Opera     |
| 4          | So Proudly We Hail!      |
| 4          | Стража на Рајни          |
| 3          | Пет гробова до Каира     |
| 3          | Небо може чекати         |
| 3          | Sahara                   |
| 3          | Saludos Amigos           |
| 3          | This Is the Army         |
| 3          | Thousands Cheer          |
| 2          | Hangmen Also Die!        |
| 2          | Hello, Frisco, Hello     |
| 2          | Hit Parade of 1943       |
| 2          | In Old Oklahoma          |
| 2          | In Which We Serve        |
| 2          | The Sky's the Limit      |
| 2          | Something to Shout About |
| 2          | Stage Door Canteen       |
| 2          | Star Spangled Rhythm     |

| Награде | Филм              |
| ------- | ----------------- |
| 4       | Бернадетина песма |
| 3       | Казабланка        |
| 2       | Фантом из опере   |